# Parque nacional Junuy Juluum
El Parque Nacional Junuy Juluum es un parque nacional en Nueva Gales del Sur (Australia), ubicado a 424 km al noreste de Sídney. Se accede a 10 km al norte de Dorrigo. El parque fue oficializado en 1999 sobre los terrenos del bosque estatal Bielsdown, tierras tradicionales del pueblo Gumbaynggirr. El paisaje del parque es dominado por el monte Campion o Junuy Juluum (pequeña montaña, en lengua Gumbaynggirr).
Los objetivos del parque son la protección de áreas que representan un patrimonio físico (como los restos de ocupación aborigen y las antiguas líneas de tren para la extracción de madera) y biológico (como los eucaliptos dorriguenses, Waratah, cerezos rosa y margaritas dorriguenses). Una parte del parque fue anteriormente área de pastoreo y está en proceso de revegetación.
Entre sus atractivos, la vía Lower Bielsdown es un agradable paseo bordeando el límite norte del parque hasta la cima del monte Campion de 949 m s. n. m., apto para caminantes experimentados.